# Jotierung
Die Jotierung ist das Erscheinen eines Jots vor Vokalen, z. B. im Anlaut bei slawischen Sprachen. Im Russischen beispielsweise werden die (kyrillischen) Buchstaben Е/е und Ё/ё am Wortanfang oder nach einem Vokal mit Jot gesprochen. Das einfache (kyrillische) Е wird dabei zum je, das mit zwei Punkten (Ё) ist ein jo, Ю/ю ist ju, und Яя ja. Als Beispiele dienen die folgenden Namen: Елена = Jelena (Helena); Йонас = Jonas; Юпитер = Jupiter; Янина = Janina. Das russische Wort её (Aussprache: jejo) beispielsweise bedeutet „ihr“ (besitzanzeigendes Fürwort).